# Rhytiodus lauzannei
Rhytiodus lauzannei is een straalvinnige vissensoort uit de familie van de kopstaanders (Anostomidae). De wetenschappelijke naam van de soort is voor het eerst geldig gepubliceerd in 1987 door Géry.